# Петрашівка (Хмельницький район)
Петраші́вка — село в Україні, у Віньковецькій селищній громаді Хмельницького району Хмельницької області. Населення становить 1203 осіб. До 2020 орган місцевого самоврядування — Петрашівська сільська рада. До 1947 року село носило назву Петраші.

## Географія
У селі бере початок річка Самець, ліва притока Ушиці.

## Історія
Значну частину населення села Петрашівка (близько 500 осіб) становлять росіяни старообрядці поповської згоди.
Це велике старообрядницьке поселення на території Поділля було засновано в 1749 році вихідцями з Росії. За легендою російське населення села походить з Помор'я, узбережжя Білого моря. Росіяни в селі Петрашівка зберігають риси північного говору російської мови, традиційні імена. Російське населення Петрашівки зберігає побутові особливості старообрядництва: чоловіки носять бороди, серед жінок зустрічається носіння сарафанів, у церкві жінки і чоловіки стоять окремо.
Під час антирелігійної кампанії 1920—1930 рр.. були зруйновані два старообрядницьких храми, що знаходилися в селі: церква Успіння пресвятої богородиці і церква Покрова, побудована в 1869 році; священнослужителі були репресовані. В 1999 році була відбудована церква Успіння..
7 (20) листопада 1917 року, відповідно до Третього Універсалу Української Центральної Ради, увійшло до складу Української Народної Республіки.
12 червня 2020 року, відповідно до розпорядження Кабінету Міністрів України № 727-р «Про визначення адміністративних центрів та затвердження територій територіальних громад Хмельницької області», увійшло до складу Віньковецької селищної громади.
19 липня 2020 року, після ліквідації Віньковецького району, село увійшло до Хмельницького району.

## Населення

### Мова
Розподіл населення за рідною мовою за даними перепису 2001 року:
| Мова       | Кількість | Відсоток |
| ---------- | --------- | -------- |
| українська | 705       | 58.6%    |
| російська  | 496       | 41.2%    |
| Усього     | 1203      | 100%     |

## Постаті
- Завадський Йосип Станіславович (1928—2003) — науковець у галузі агропромислового комплексу, економіст-аграрник, педагог, доктор економічних наук, професор.
- Карвасарний Володимир Іванович (нар. 1949) — графік, живописець, майстер художнього оброблення металу.
- Лємешов Михайло Федорович (1972—2014) — прапорщик Збройних сил України, учасник російсько-української війни.[9]

## Галерея

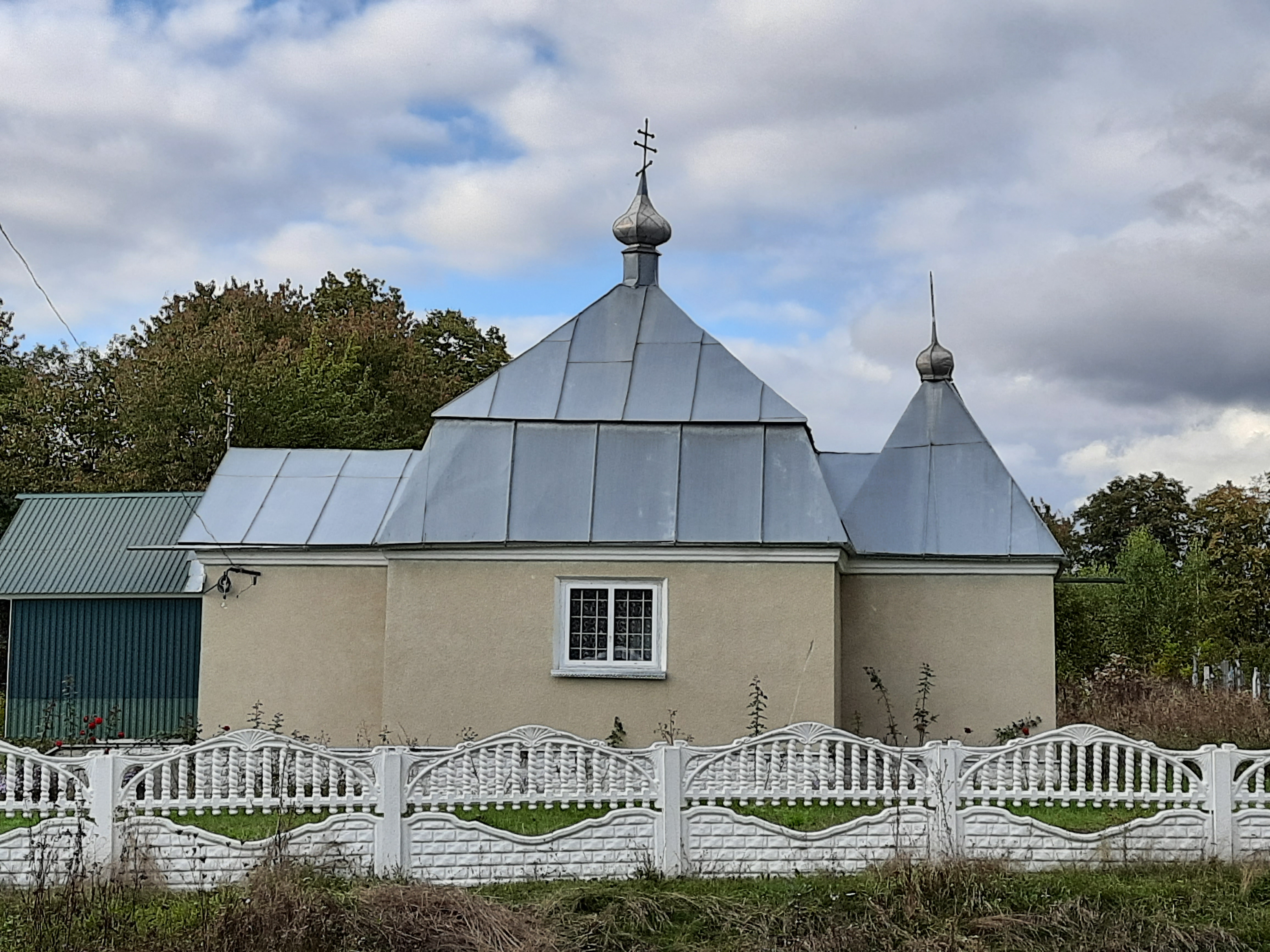
Сільська церква
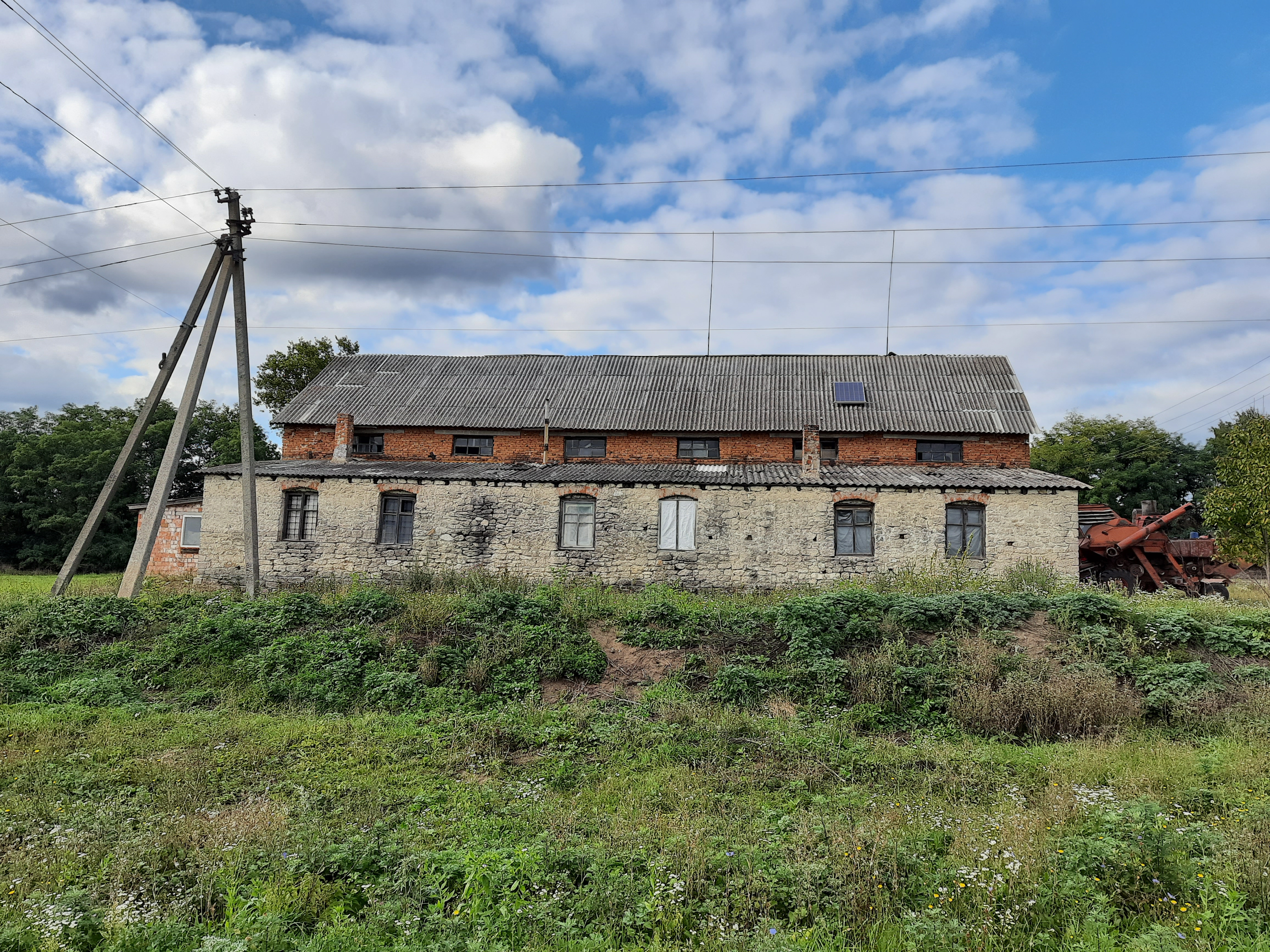
Господарська будівля
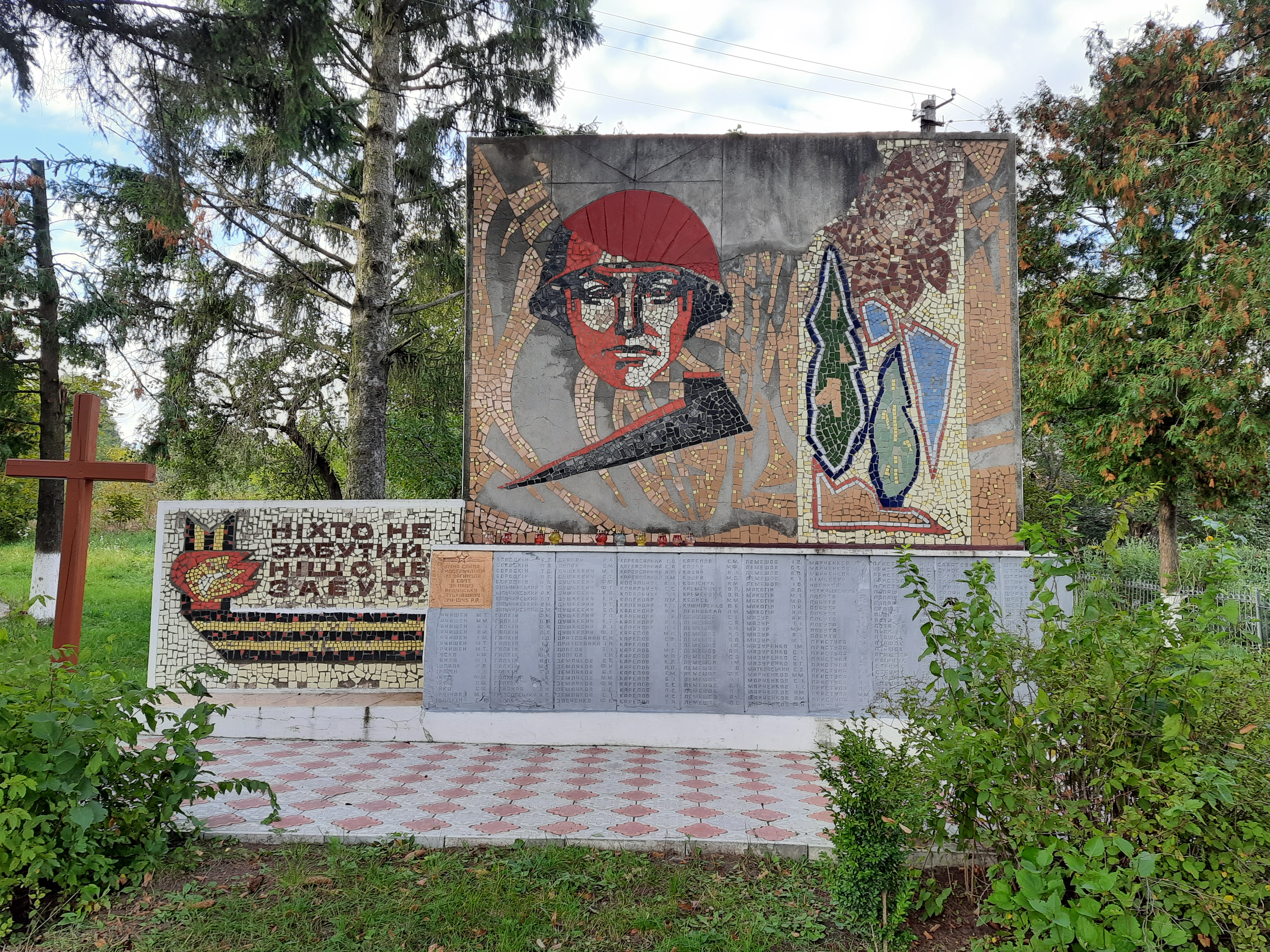
Пам'ятний знак на честь воїнів-односельців